# Bahía Laguna Verde

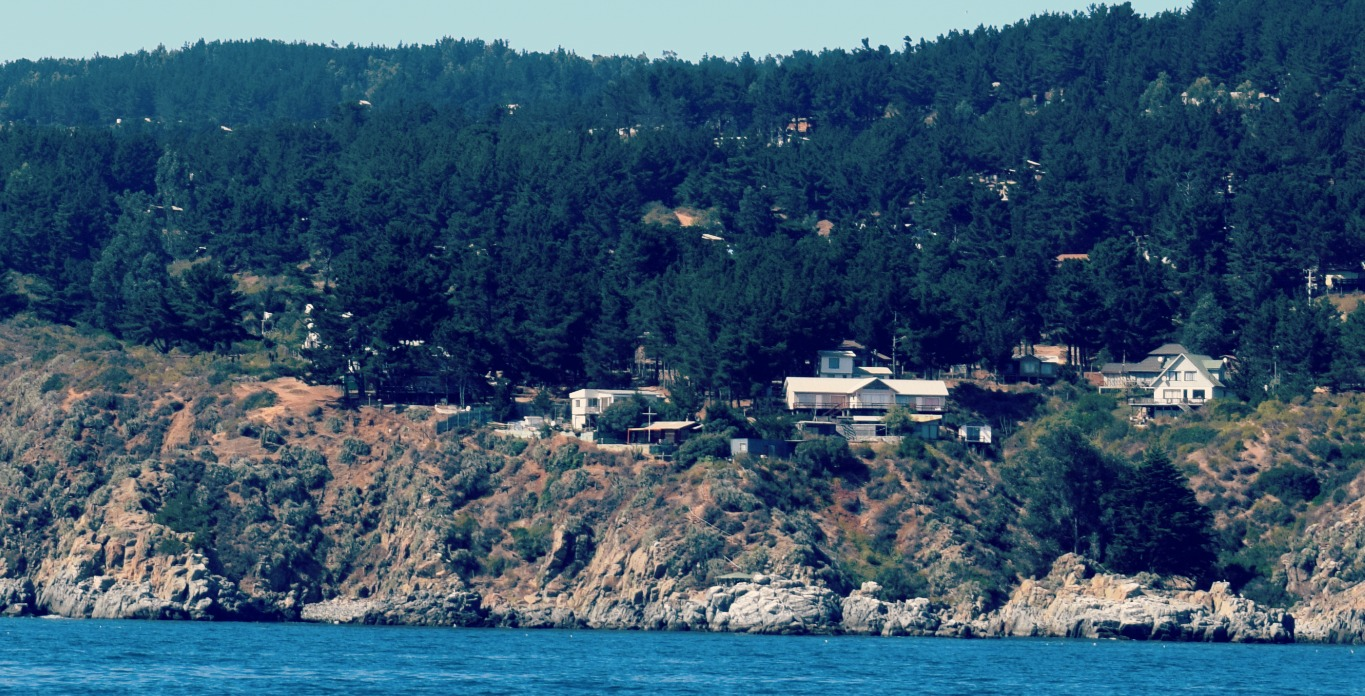
Costa norte de Punta Curaumilla, en la localidad de Laguna Verde.

Laguna Verde es una bahía ubicada al sur de la ciudad de Valparaíso, perteneciente a la comuna y provincia homónima, ubicada en la Región de Valparaíso de Chile. En sus costas se ubica la localidad del mismo nombre.

## Toponimia
El nombre proviene por la existencia de un gran humedal en medio de la planicie costera, el cual contrastaba con la aridez reinante en los alrededores, y visto desde las alturas el agua del humedal se veía verdosa por el reflejo de la vegetación. Se observaba entonces en el medio de la planicie una gran laguna verde.

## Flora y Fauna
Laguna Verde presenta un clima templado mediterráneo costero, pero con algunas variaciones. Así como la semiaridez se presenta hacia el mar y más húmedo al interior del valle. Había mayormente arbustos espinosos donde predomina el espino. En los sectores más soleados, que miran al norte, se encuentran arbustos como el guayacán, algarrobo, quillay, molle y otros asociados al espino. En la ladera sur se puede encontrar vegetación asociada a un matorral arbustivo costero formado por especies como el peumo, boldos y maitenes, junto a hierbas y gramíneas. El bosque esclerófilo también está presente en dos partes una en la costa en la quebrada El molle en la 1ª vuelta del camino a Valparaíso. Este bosque está formado por especies arbóreas como quillay, litre, molle, belloto, boldo y peumo en las áreas más húmedas como fondos de quebradas se pueden encontrar litres, quilas, pataguas, sin embargo no hay palmas chilenas, también en la quebrada donde desagua el tranque la luz hay especies arbóreas.
No obstante desde el siglo XIX; se introdujeron especies para plantaciones forestales; predominantemente pino insigne y eucaliptus; remplazando todas las especies nativas; en el llano se ocuparon para la agricultura.
En el interior de los bosques, especialmente la zona de Curaumilla, se puede observar al exótico zorro culpeo, algunos roedores, el águila peregrina, la lechuza blanca y el picaflor gigante, zorzales y loicas aunque son difíciles de ver, también es muy común ver la perdiz, generalmente en grupos grandes cerca del faro. Antiguamente en el estero en la zona más cerca del mar había poblaciones de peces, pero con la contaminación de este los peces han desaparecido.

## Historia

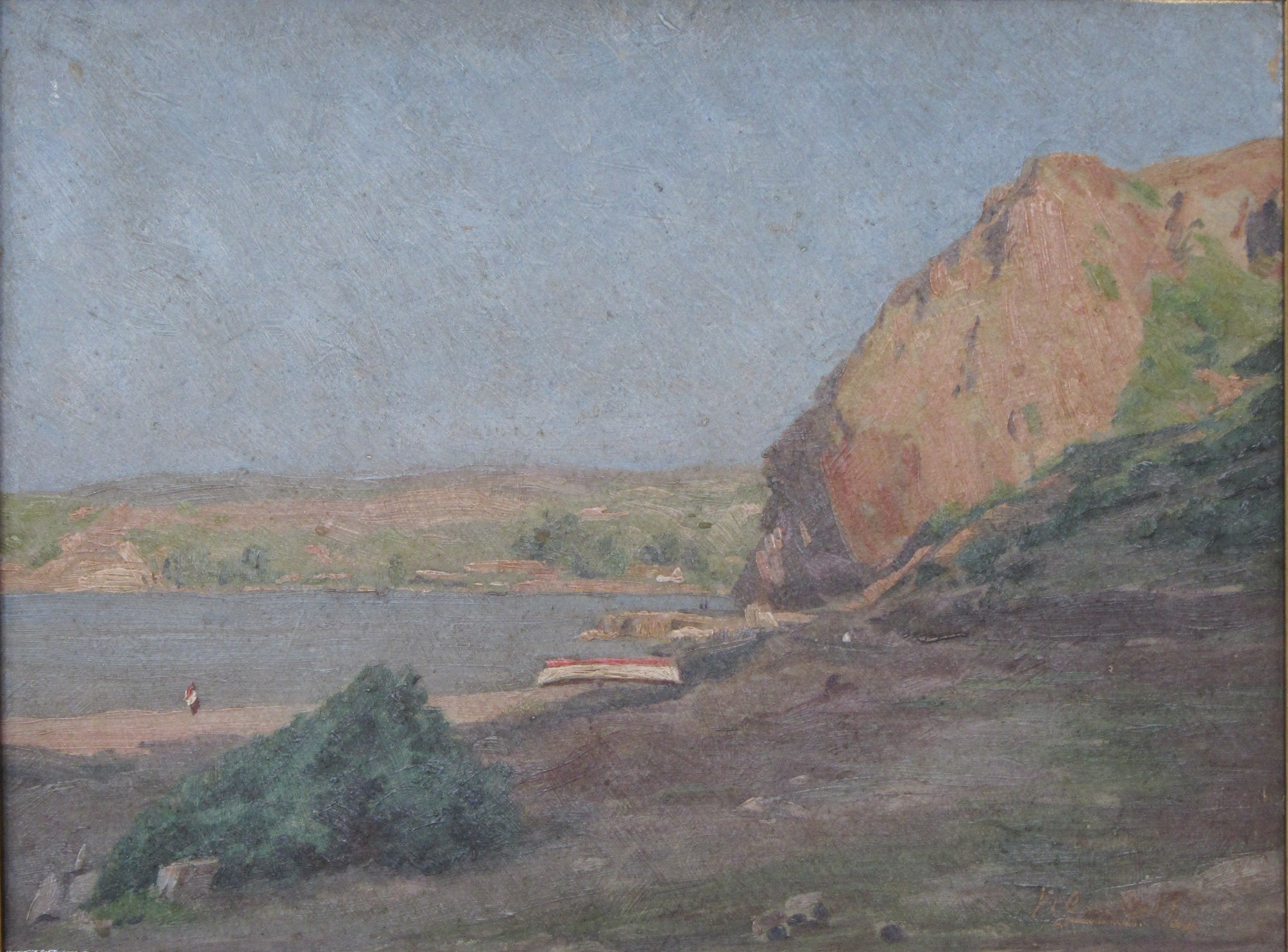
Laguna Verde, visto por el pintor Nicanor González Méndez.

La zona está habitada desde la última glaciación (aprox. 11.000 a. C.)
Hay que recordar que durante la glaciación , el nivel del mar estaba casi 100 m abajo del actual del nivel del mar y que muchas de las ocupaciones costeras fueron tapadas por el océano en su subida pos fusión de los glaciares .
Desde allí grupos de cazadores y de recolectores pertenecientes al Periodo Arcaico de América hicieron su ingreso a los valles .
Con posterioridad , en relación con el periodo agroalfarero temprano se pueden encontrar otros vestigios que son continuados por las Culturas Bato y Llolleo.
En el siglo XV entra en contacto con la cultura Inca y esta establece en Talagante un mitimae gobernado por el principe Tala Canta Ilabe. 
A poco de haber entrado los incas los siguen los españoles , a quienes los locales llaman we ingka (Nuevo inca en mapudungún ). Los mapuches que vivían en esta zona eran llamados picones  Pikun o Pico (Norte en mapudungún). Era los que vivían en el Pikunmapu. Los incas los llamaron promaucaes.
Durante el siglo XVI se hicieron las primeras exploraciones del área, y los exploradores que venían de Valparaíso vieron la bahía desde los cerros, y le dieron el nombre de Laguna Verde. No obstante los acantilados y los abruptos cerros que rodeaban el área dificultaron su colonización viéndose prácticamente despoblaba durante la época de la colonia, y sólo con algunos caseríos en la costa.
A principios del siglo XIX toda el área pertenecía al fundo "La Laguna" dividido en tres hijuelas: Las Casas, que comprendía desde el camino la pólvora hasta el estero el Sauce; El Sauce, que corresponde al principio de valle colindante con Placilla de Peñuelas; y Los Lobos o Punta Curaumilla , que es una península que se adentra hacia el mar, colindante con las otras 2 hijuelas el Océano Pacífico al oeste y al fundo Curaumilla y el cerro Curauma al Sur, perteneciente a Don Domingo Otaegui.

## Problemas 2016

### Deforestación
Laguna Verde, ha perdido gran parte de su boscosidad, constituida principalmente de pinos y eucaliptos, por la venta de sus terrenos a eventuales habitantes que gustan del paisaje y lo económico de los terrenos, por manos de empresas no formales  (como inmobiliarialasmilagrosas.cl/). Causando una gran deforestación y la consiguiente construcción de casas de veraneo de material ligero. 

### Estafas por terrenos y construcción de cabañas
Esto último, ha causado un gran número de estafas Ver reportaje el mercurio 2007. Donde aparte de vender lotes en forma irregular, se producen estafas en la construcción de viviendas y el creciente robo de materiales de construcción de manos de delincuentes.
Debido a los bajos costos de los derechos para tener un porcentaje de terreno, que se venden de manera inescrupulosa, Laguna verde se ha sobre poblado, se ha producido un desorden territorial generando importantes dificultades entre los vecinos. Hoy ya no es un lugar tranquilo para comprar un terreno y tener el sueño de la casa en la playa.
El año 2019,  Felipe Ward, ministro de Bienes Nacionales y la gobernadora  gobernadora María de Los Ángeles de la Paz "presentaron una querella contra quienes resulten responsables de la venta irregular de terrenos en el sector de Laguna Verde de Valparaíso". https://www.cooperativa.cl/noticias/pais/region-de-valparaiso/bienes-nacionales-se-querello-por-600-loteos-irregulares-en-laguna-verde/2019-07-09/150001.html
Jaime Muñoz, quien es coordinador de la Defensoría de Laguna Verde, afectado por compra irregular declaró que conoce de "sitios que se han vendido dos o tres veces,  señala que en Laguna Verde hay una "mafia encubierta".

### Seguridad
La seguridad esta asentada en un reten de Carabineros de Chile que cuenta con 3 uniformados y una camioneta. No hay personal para controlar a más de 20.000 habitantes (aprox.) que deambulan por esta localidad en temporada estival.

### Falta de Agua
Debido a la creciente población flotante, personas inescrupulosas están lucrando con el líquido vital y han cortado toda fuente de agua natural.

## Imágenes

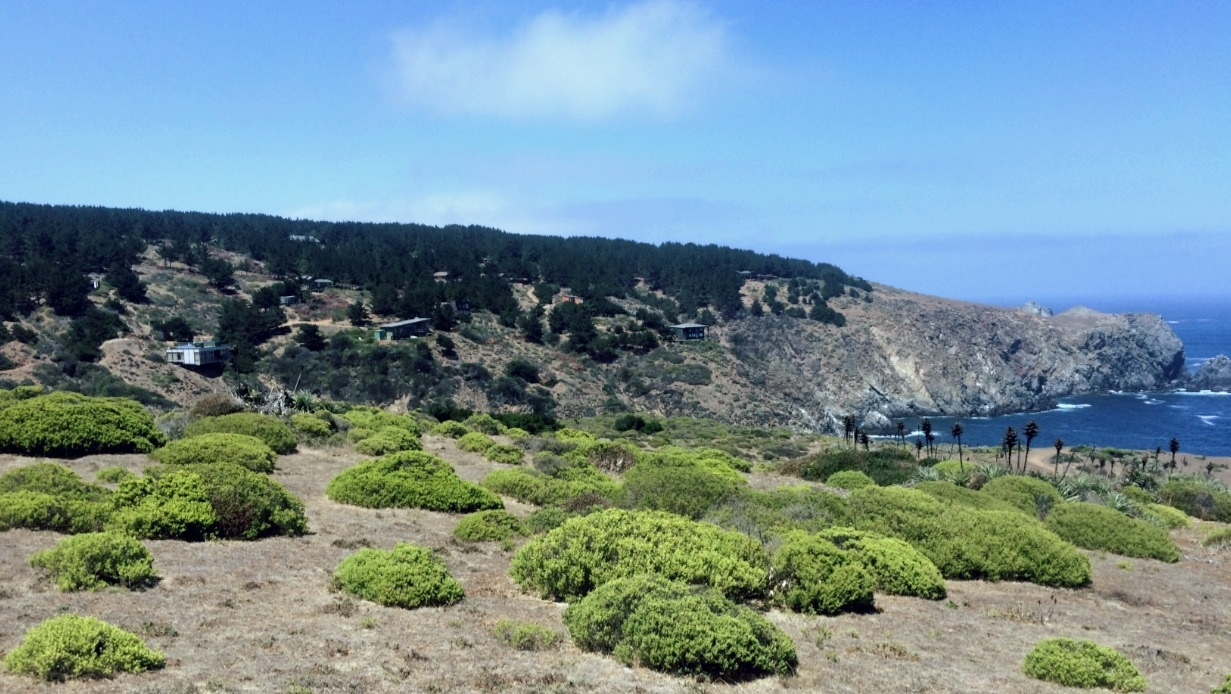
Entorno al Faro Punta Curaumilla.
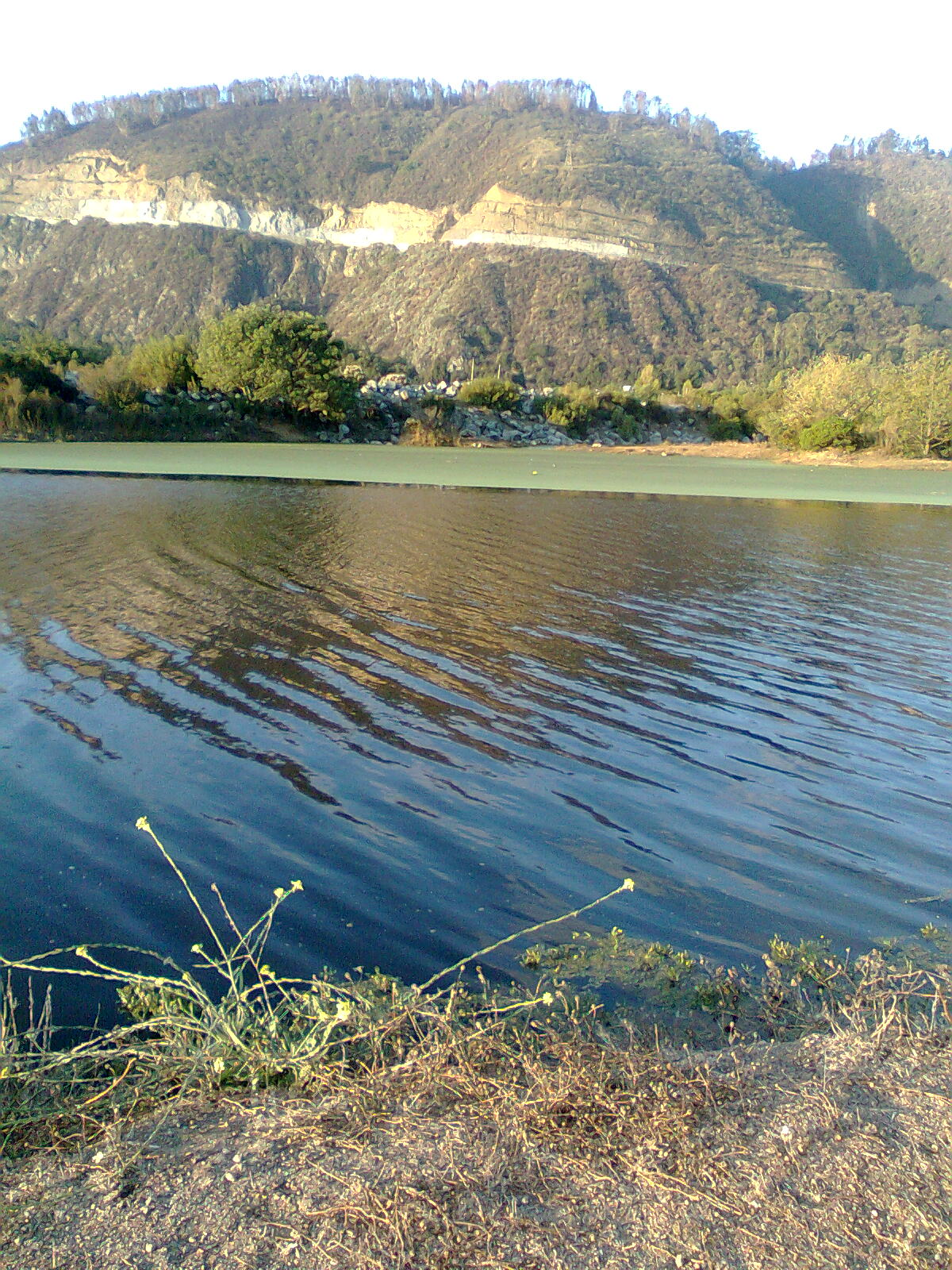
Laguna y camino al fondo.
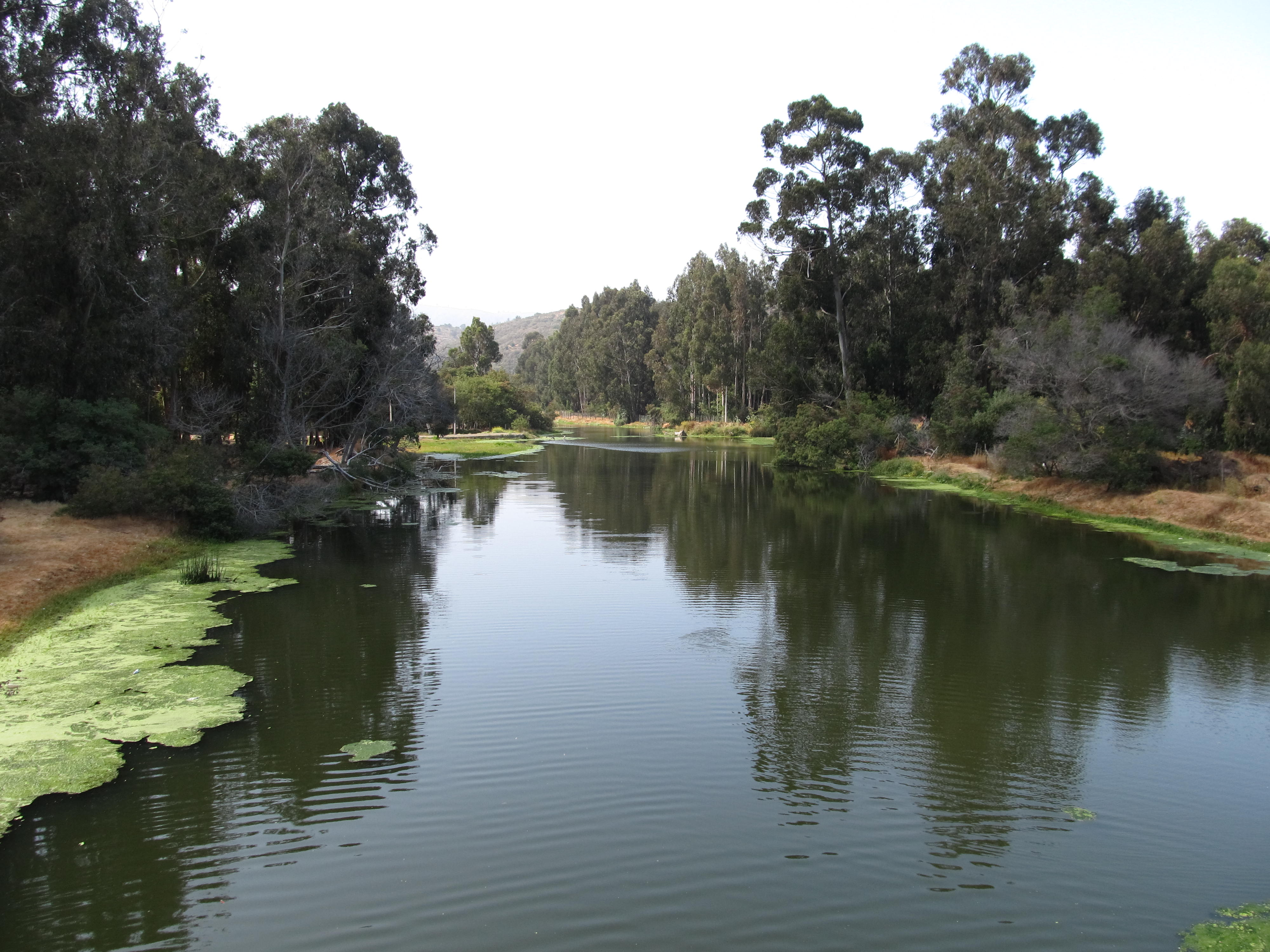
Estero y humedal El Sauce.
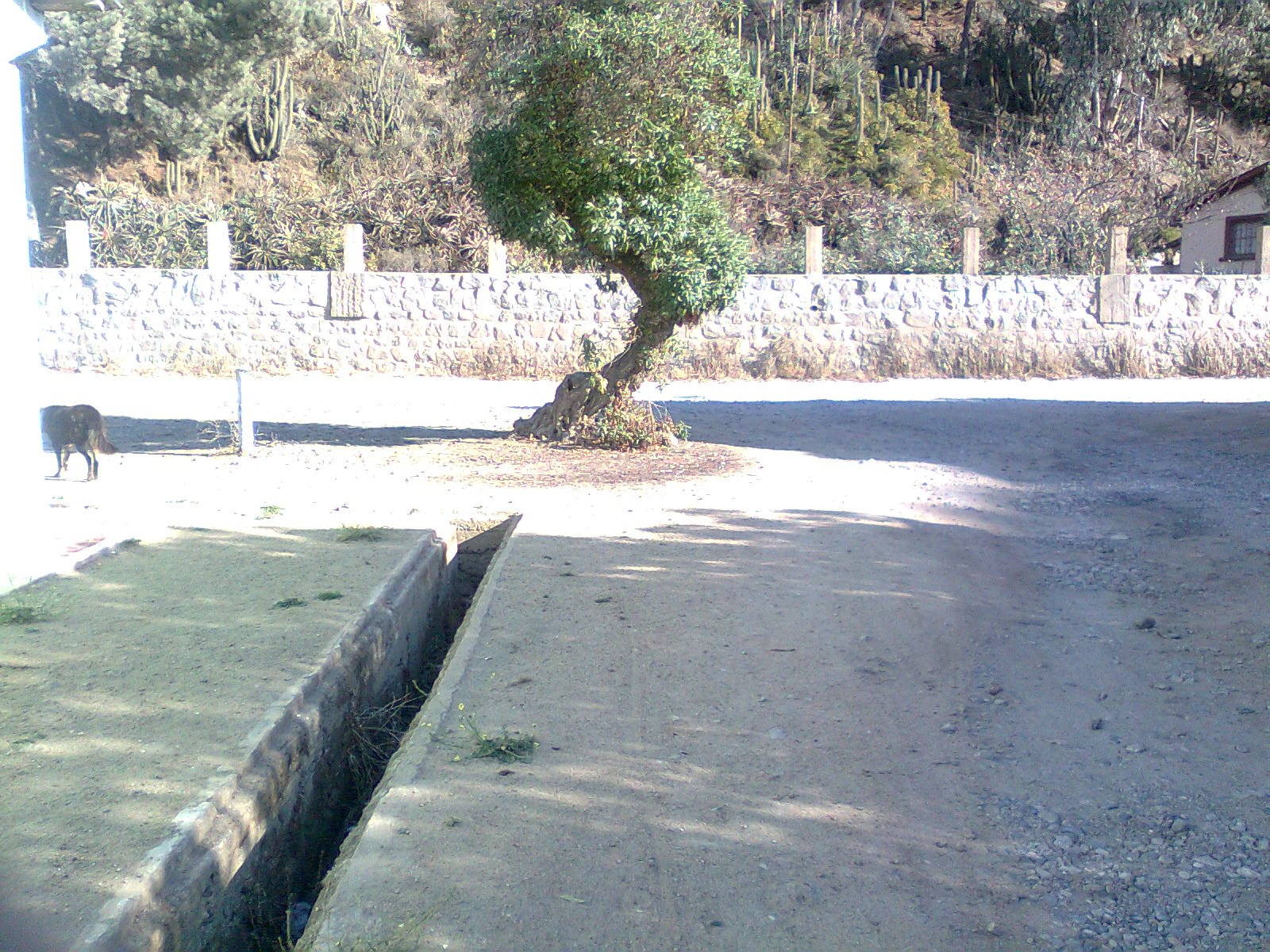
Calle de Laguna Verde.
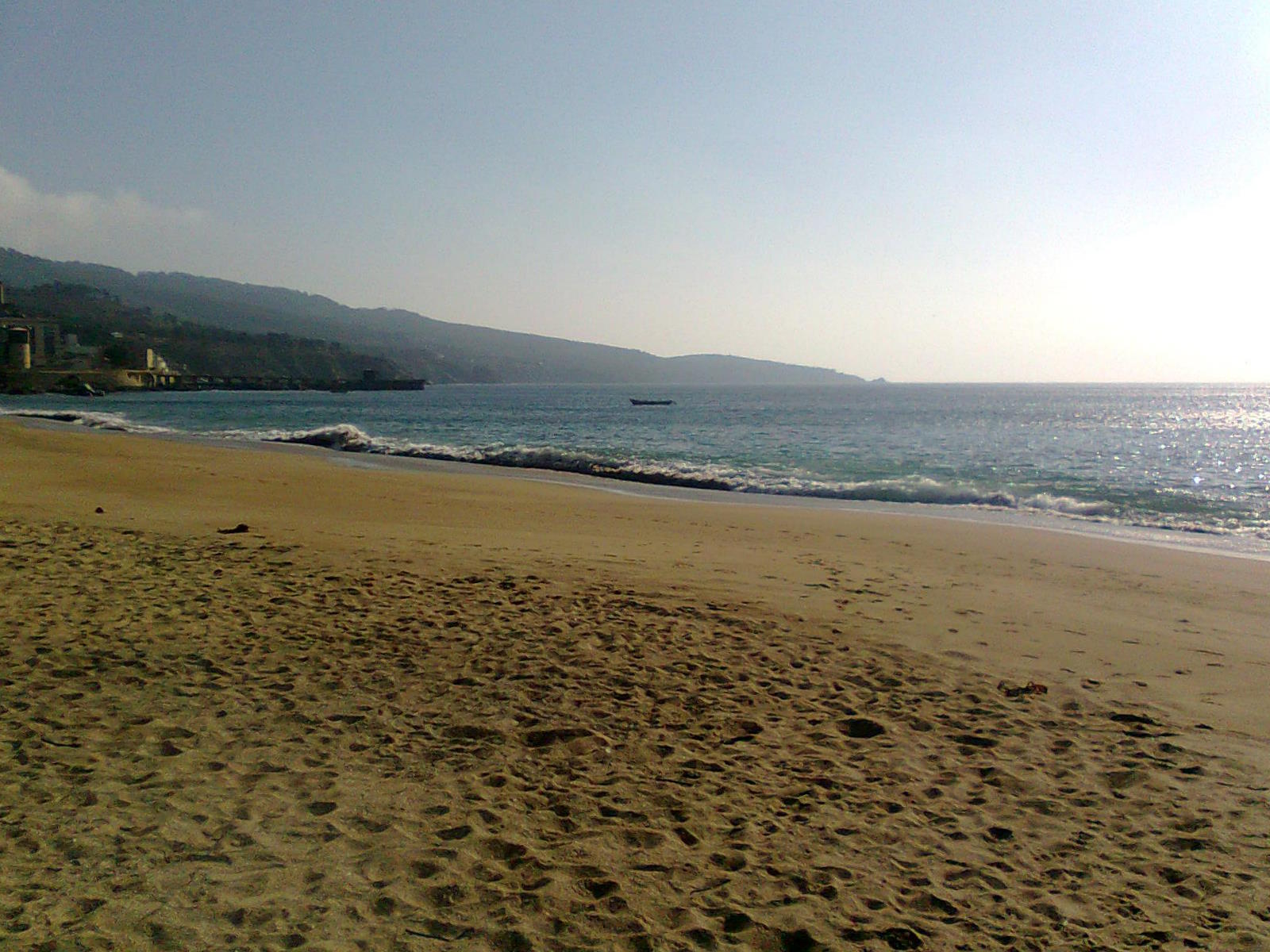
Playa de Laguna Verde.
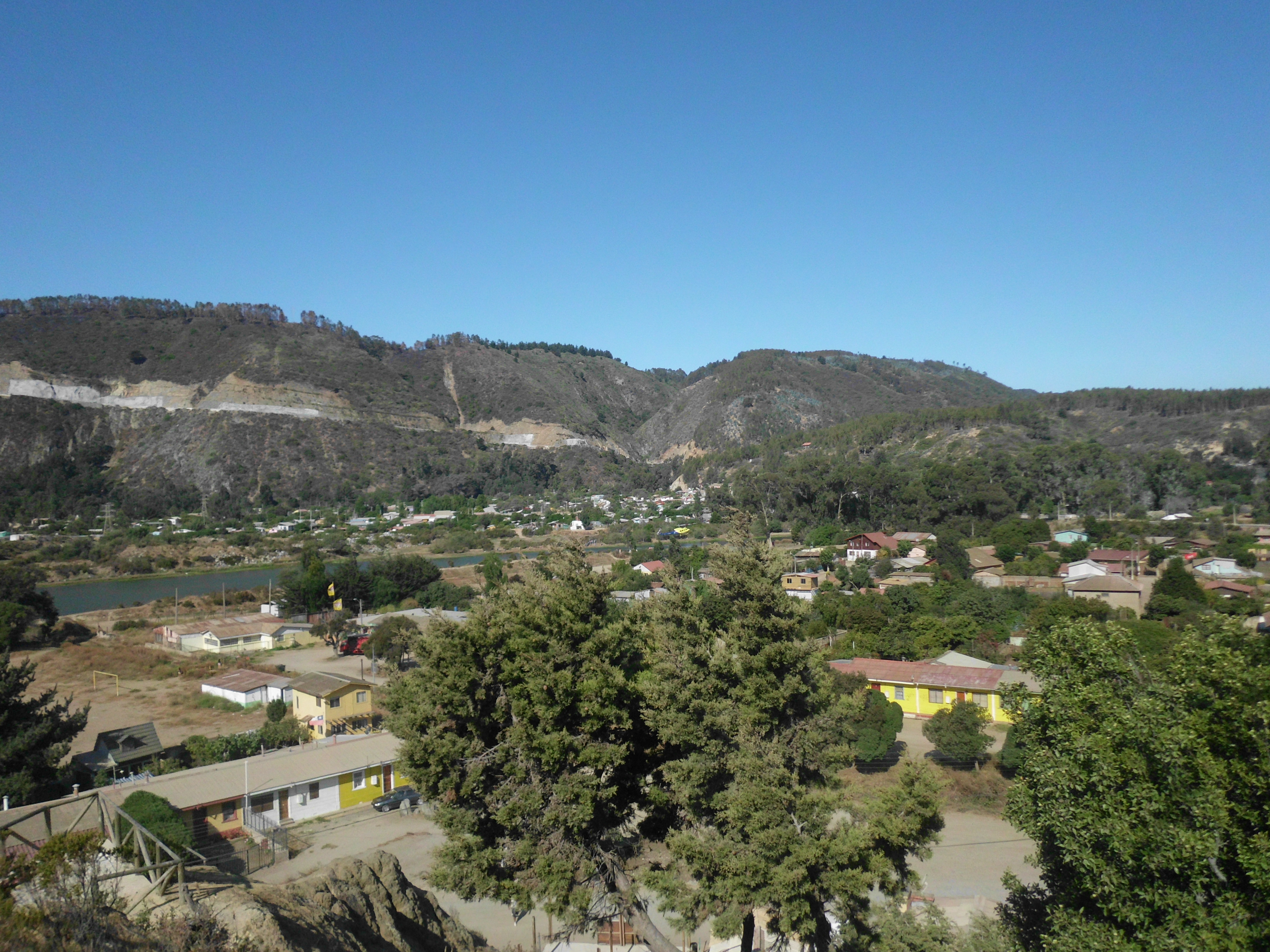
Vista a la localidad.